# Festival Eurovisão da Canção 1962
O Festival Eurovisão da Canção 1962 (em inglês: Eurovision Song Contest 1962 e em francês: Concours Eurovision de la chanson 1962) foi o 7º Festival Eurovisão da Canção e foi realizado a 18 de março de 1962 no Luxemburgo. Mireille Delanoy foi a apresentadora do festival que foi ganho pela cantora francesa Isabelle Aubret que representou a França, com a canção "Un premier amour", fazendo da França o primeiro país a ganhar o certame três vezes. Esta edição foi a única que se realizou a um Domingo. Pela primeira vez, o top 3 foi constituído por canções interpretadas na mesma língua, o francês.
Devido ao fraco sistema de votação, onde apenas 3 países (em 16) eram pontuados por cada júri nacional, a Áustria, a Bélgica, a Espanha e os Países Baixos partilharam o último lugar, com 0 pontos. Pela primeira vez na história, havia "nul points".

## Local

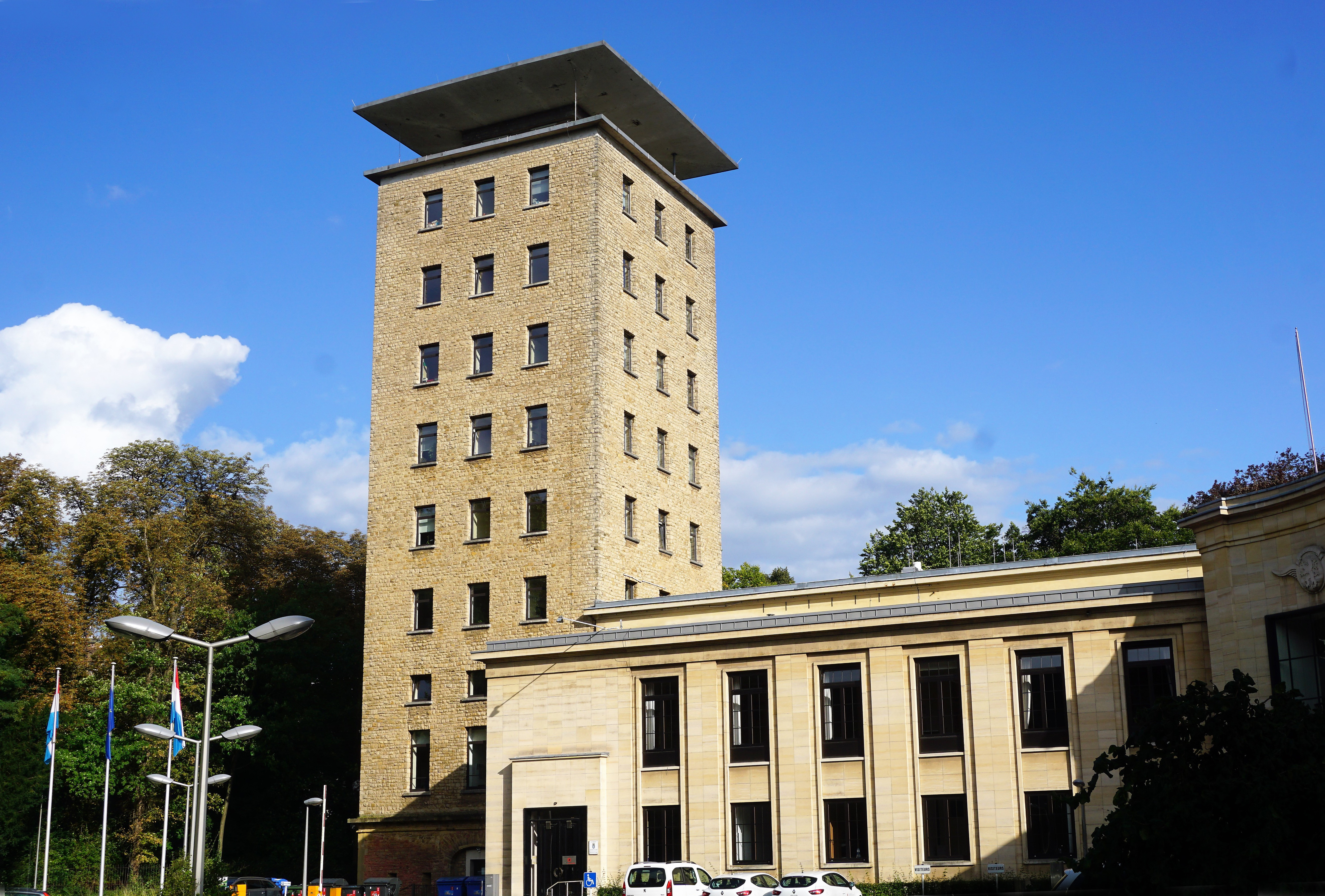
O Villa Louvigny, no Luxemburgo.

O Festival Eurovisão da Canção 1962 ocorreu na capital do Luxemburgo. A cidade do Luxemburgo é uma comuna de Luxemburgo com status de cidade, pertencente ao distrito de Luxemburgo e ao cantão de Luxemburgo. Luxemburgo é uma cidade muito desenvolvida em seu comércio e nas indústrias. Luxemburgo é uma das cidades mais ricas da Europa e tornou-se um importante centro financeiro e administrativo. A cidade do Luxemburgo contém várias instituições da União Europeia, incluindo o Tribunal de Justiça Europeu, o Tribunal de Contas e o Banco Europeu de Investimento.
O festival em si realizou-se no Villa Louvigny, no sul do Luxemburgo, que serviu de sede da Compagnie Luxembourgeoise de Télédiffusion, o precursor da RTL Group. Está localizado no Parque Municipal, no bairro Ville Haute do centro da cidade. 

## Formato e Visual
O vídeo introdutório começou com uma vista aérea da Villa Louvigny. Enquanto a orquestra interpretou o instrumental de "Nous les amoureux", a canção vencedora do ano anterior, a câmara ofereceu uma visão da sala, do público e, finalmente, da orquestra.
A apresentadora foi Mireille Delannoy, que abriu a noite com o inevitável "Boa noite, Europa!", cumprimentando em seguida todos os países participantes nas suas línguas oficiais. Concluiu com: "Boa noite, milhões de amigos!"
A decoração lembrava as mansões do século XVI com enfeites e flores. O salão brilhante era composto por personalidades, principalmente francesas, convidadas pela Télé Luxembourg. A orquestra, os artistas e o quadro de votação foram colocados no mesmo palco, a orquestra à esquerda, os artistas no centro e o quadro à direita. O pano de fundo por trás dos artistas incluía uma entrada, uma balaustrada de ferro forjado, colunas, bacias e janelas cruzadas. Das janelas podia-se ver um céu pontilhado de estrelas cintilantes.
Uma nova regra foi introduzida, limitando a duração das músicas a três minutos. Esta regra ainda está em vigor hoje.
As músicas participantes foram interpretadas sem apresentação individual. Um pequeno incidente ocorreu logo após a passagem da canção francesa, um corte de poder geral mergulhou o auditório no escuro. Os espectadores europeus tiveram que esperar alguns segundos na frente de uma tela preta. O mesmo tinha acontecido antes, durante a interpretação da canção holandesa.
A Alemanha, com Conny Froboess e sua canção "Zwei kleine Italiener" (Dois pequenos italianos) era uma das grandes favoritas à vitória. Contudo, viria a classificar-se em 6º lugar, com 9 pontos.
Depois da última música, pensou-se que iria aparecer em palco um 17º concorrente. Na verdade, tratava-se do famoso palhaço Achille Zavatta, responsável pelo intervalo. Ele representou "Zavattaland" e tocou diferentes instrumentos musicais que ele não hesitou em roubar alguns músicos da orquestra, antes de ser liberado da cena por dois seguranças.

## Votação
Um novo sistema de votação foi utilizado. Assim, cada país tinha 10 júris que atribuíram 3, 2 e 1 ponto às suas três canções favoritas, por ordem de preferência; somaram os totais de cada país e deram à canção mais votada 3 pontos, à segunda 2 pontos e à terceira 1 ponto. Os resultados dos votos foram anunciados por ordem decrescente de votos: 3, 2 e 1 voto.
A votação só conheceu um engano. Depois de agradecer ao porta-voz do júri sueco, Mireille Delannoy, contactando logo o próximo país a votar, a Dinamarca, disse: "Olá, Dinamarca. Olá Estocolmo. Você nos ouve?".  O porta-voz do júri dinamarquês disse: "Não, Copenhague!". Delannoy desculpou-se. Então o porta-voz leu os votos dinamarqueses na ordem de passagem dos participantes. Delannoy perdeu-se na votação, acreditando que a Dinamarca havia concedido duas vezes os seus 2 votos. O porta-voz teve que repetir os resultados dinamarqueses pela segunda vez.

## Participações individuais
Predefinição:Participações Individuais ESC1962

## Participantes

Países participantes

O representante da Suíça, Jean Philippe, tornou-se o primeiro artista a representar dois países, tendo representado a França em 1959, com "Oui, oui, oui, oui", que terminou em 3º lugar.
| País            | Título original da Canção        | Artista                  | Processo                                        | Data da Selecção        |
| País            | Tradução em Português            | Idiomas de Interpretação | Processo                                        | Data da Selecção        |
| --------------- | -------------------------------- | ------------------------ | ----------------------------------------------- | ----------------------- |
| Áustria         | "Nur in der Wiener Luft"         | Eleonore Schwarz         | Selecção Interna de 1962                        | -                       |
| Áustria         | Apenas no ar de Viena            | Alemão                   | Selecção Interna de 1962                        | -                       |
| Alemanha        | "Zwei kleine Italiener"          | Conny Froboess           | Deutsche Schlagerfestspiele 1962                | 17 de fevereiro de 1962 |
| Alemanha        | Dois pequenos italianos          | Alemão                   | Deutsche Schlagerfestspiele 1962                | 17 de fevereiro de 1962 |
| Bélgica         | "Ton nom"                        | Fud Leclerc              | Finale belge du Grand-Prix Eurovision 1962      | 19 de janeiro de 1962   |
| Bélgica         | O teu nome                       | Francês                  | Finale belge du Grand-Prix Eurovision 1962      | 19 de janeiro de 1962   |
| Dinamarca       | "Vuggevise"                      | Ellen Winther            | Dansk Melodi Grand Prix 1962                    | 11 de fevereiro de 1962 |
| Dinamarca       | Nina                             | Dinamarquês              | Dansk Melodi Grand Prix 1962                    | 11 de fevereiro de 1962 |
| Estado espanhol | "Llámame"                        | Victor Balaguer          | Preselección de Eurovision 1962                 | 6 de fevereiro de 1962  |
| Estado espanhol | Telefona-me                      | Castelhano               | Preselección de Eurovision 1962                 | 6 de fevereiro de 1962  |
| Finlândia       | "Tipi-tii"                       | Marion Rung              | Euroviisut 1962                                 | 15 de fevereiro de 1962 |
| Finlândia       | Chilreio alegre                  | Finlandês                | Euroviisut 1962                                 | 15 de fevereiro de 1962 |
| França          | "Un premier amour"               | Isabelle Aubret          | Sélection française 1962                        | -                       |
| França          | Um primeiro amor                 | Francês                  | Sélection française 1962                        | -                       |
| Itália          | "Addio, addio"                   | Claudio Villa            | Festival della Canzone Italiana di Sanremo 1962 | 18 de fevereiro de 1962 |
| Itália          | Adeus, adeus                     | Italiano                 | Festival della Canzone Italiana di Sanremo 1962 | 18 de fevereiro de 1962 |
| Iugoslávia      | "Ne pali svetla u sumrak"        | Lola Novaković           | Pjesma Eurovizije 1962                          | 23 de janeiro de 1962   |
| Iugoslávia      | Não liges as luzes no crepúsculo | Servo-Croata             | Pjesma Eurovizije 1962                          | 23 de janeiro de 1962   |
| Luxemburgo      | "Petit bonhomme"                 | Camillo Felgen           | Selecção Interna de 1962                        | -                       |
| Luxemburgo      | Rapazinho                        | Francês                  | Selecção Interna de 1962                        | -                       |
| Mónaco          | "Dis rien"                       | François Deguelt         | Selecção Interna de 1962                        | -                       |
| Mónaco          | Não digas nada                   | Francês                  | Selecção Interna de 1962                        | -                       |
| Noruega         | "Kom sol, kom regn"              | Inger Jacobsen           | Melodi Grand Prix 1962                          | 18 de fevereiro de 1962 |
| Noruega         | Venha Sol, venha chuva           | Norueguês                | Melodi Grand Prix 1962                          | 18 de fevereiro de 1962 |
| Países Baixos   | "Katinka"                        | De Spelbrekers           | Nationaal Songfestival 1962                     | 27 de fevereiro de 1962 |
| Países Baixos   | Katinka                          | Holandês                 | Nationaal Songfestival 1962                     | 27 de fevereiro de 1962 |
| Reino Unido     | "Ring-A-Ding Girl"               | Ronnie Carroll           | A song for Europe 1962                          | 11 de fevereiro de 1962 |
| Reino Unido     | Ring-a-ding rapariga             | Inglês                   | A song for Europe 1962                          | 11 de fevereiro de 1962 |
| Suécia          | "Sol och vår"                    | Inger Berggren           | Eurovisionsschlagern svensk final 1962          | 13 de fevereiro de 1962 |
| Suécia          | Sol e Primavera                  | Sueco                    | Eurovisionsschlagern svensk final 1962          | 13 de fevereiro de 1962 |
| Suíça           | "Le retour"                      | Jean Philippe            | Sélection suisse 1962                           | -                       |
| Suíça           | O regresso                       | Francês                  | Sélection suisse 1962                           | -                       |

## Festival
| #   | País            | Língua       | Artista          | Canção                                              | Lugar | Pontuação |
| --- | --------------- | ------------ | ---------------- | --------------------------------------------------- | ----- | --------- |
| 1º  | Finlândia       | Finlandês    | Marion Rung      | "Tipi-tii"                                          | 7º    | 4         |
| 2º  | Bélgica         | Francês      | Fud Leclerc      | "Ton nom"                                           | 13º   | 0         |
| 3º  | Estado espanhol | Castelhano   | Victor Balaguer  | "Llámame"                                           | 13º   | 0         |
| 4º  | Áustria         | Alemão       | Eleonore Schwarz | "Nur in der Wiener Luft"                            | 13º   | 0         |
| 5º  | Dinamarca       | Dinamarquês  | Ellen Winther    | "Vuggevise"                                         | 10º   | 2         |
| 6º  | Suécia          | Sueco        | Inger Berggren   | "Sol och vår"                                       | 7º    | 4         |
| 7º  | Alemanha        | Alemão       | Conny Froboess   | "Zwei kleine Italiener"                             | 6º    | 9         |
| 8º  | Países Baixos   | Holandês     | De Spelbrekers   | "Katinka"                                           | 13º   | 0         |
| 9º  | França          | Francês      | Isabelle Aubret  | "Un premier amour"                                  | 1º    | 26        |
| 10º | Noruega         | Norueguês    | Inger Jacobsen   | "Kom sol, kom regn"                                 | 10º   | 2         |
| 11º | Suíça           | Francês      | Jean Philippe    | "Le retour"                                         | 10º   | 2         |
| 12º | Iugoslávia      | Servo-croata | Lola Novaković   | "Ne pali svetla u sumrak" (Не пали светло у сумрак) | 4º    | 10        |
| 13º | Reino Unido     | Inglês       | Ronnie Carroll   | "Ring-A-Ding Girl"                                  | 4º    | 10        |
| 14º | Luxemburgo      | Francês      | Camillo Felgen   | "Petit bonhomme"                                    | 3º    | 11        |
| 15º | Itália          | Italiano     | Claudio Villa    | "Addio, addio"                                      | 9º    | 3         |
| 16º | Mónaco          | Francês      | François Deguelt | "Dis rien"                                          | 2º    | 13        |

### Galeria

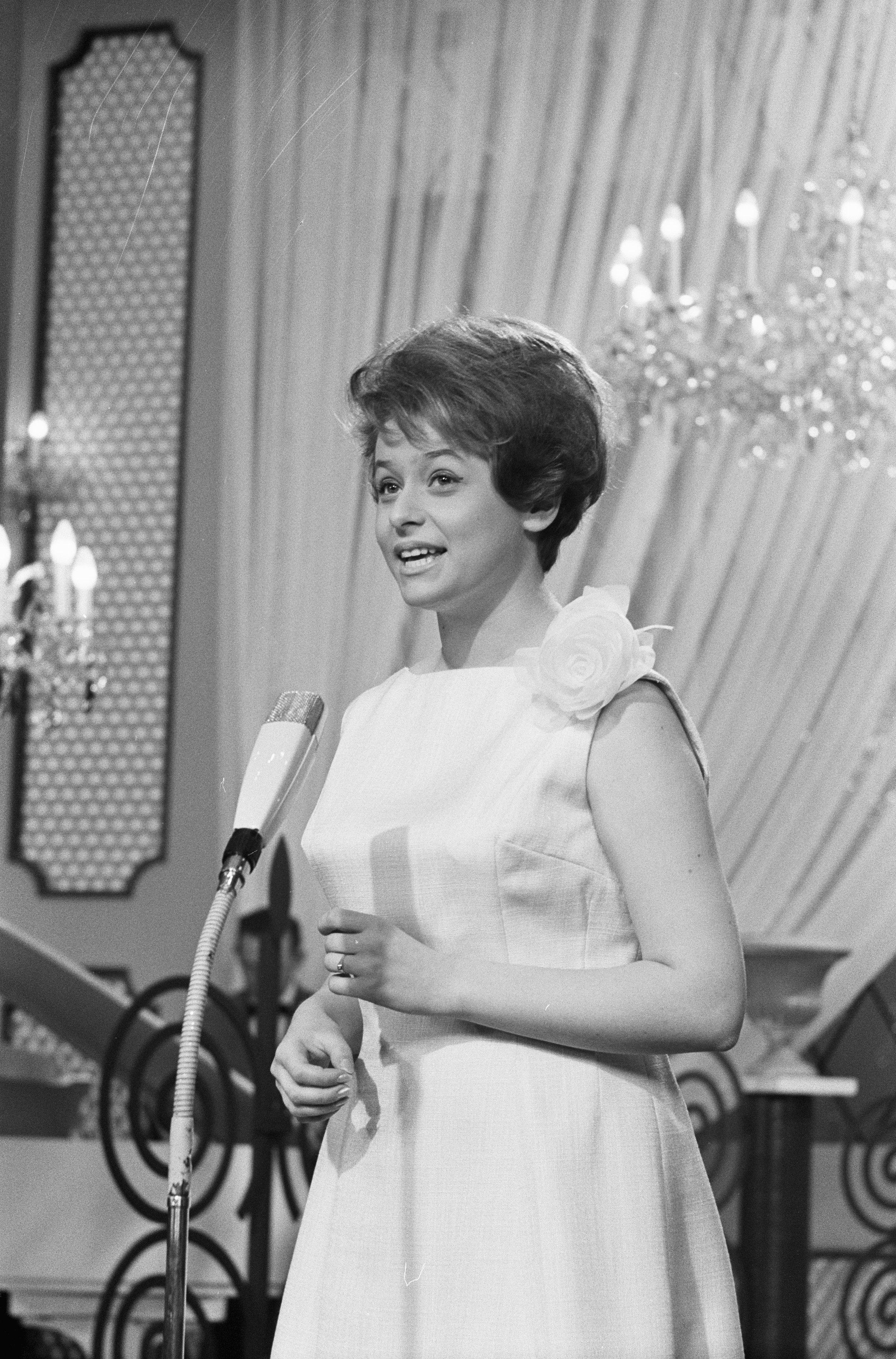
Marion Rung
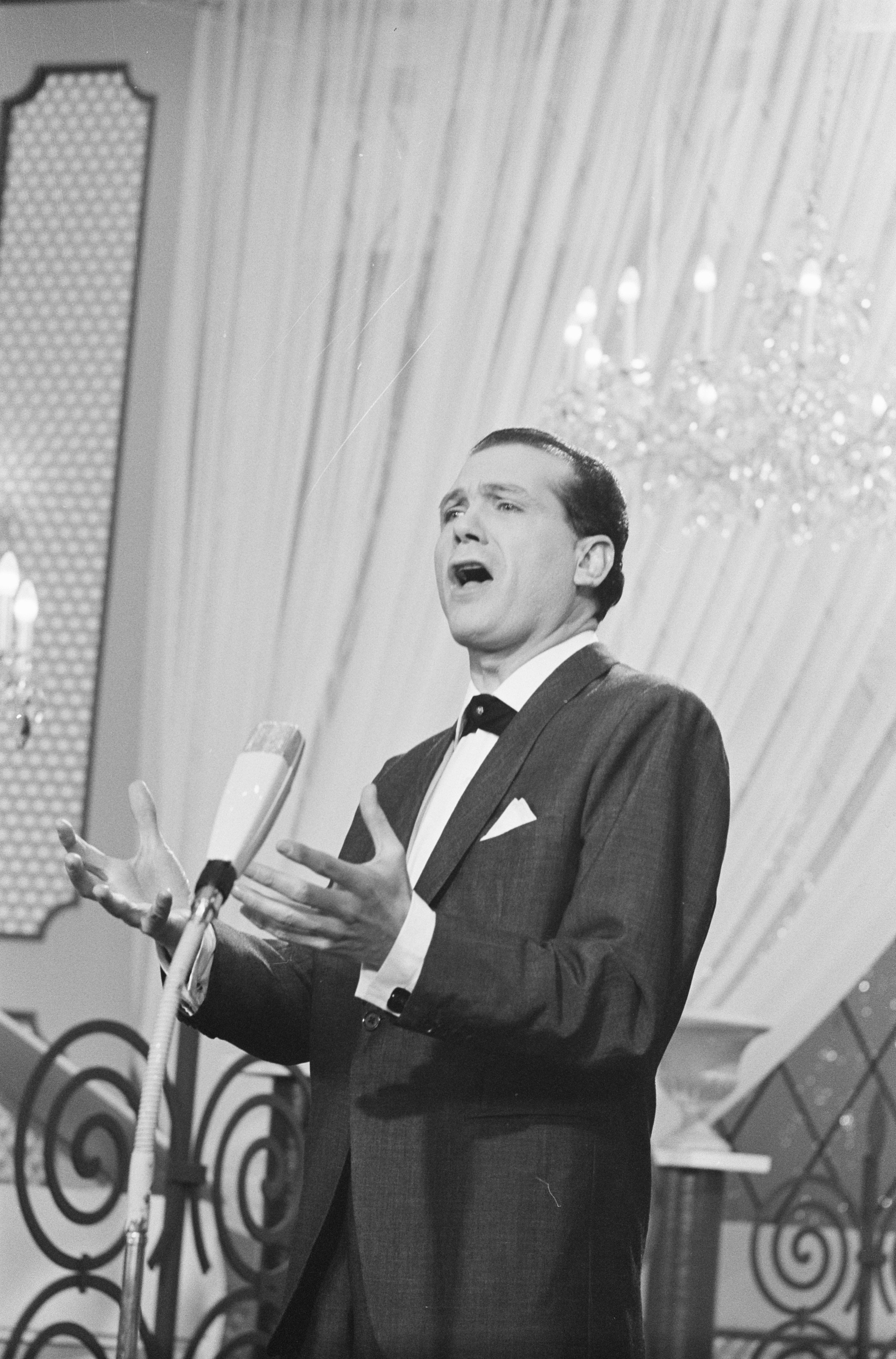
Victor Balaguer
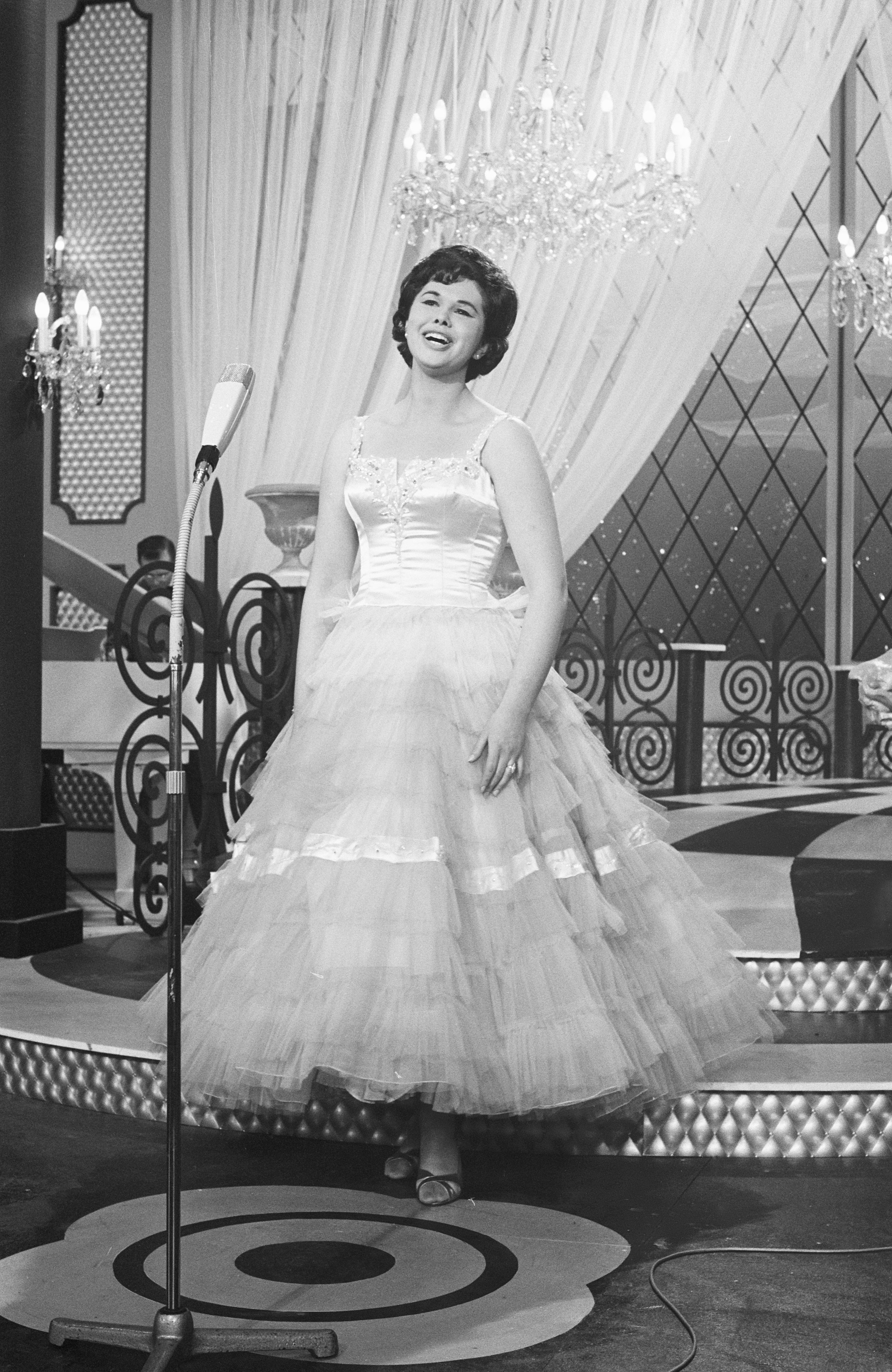
Eleonore Schwarz
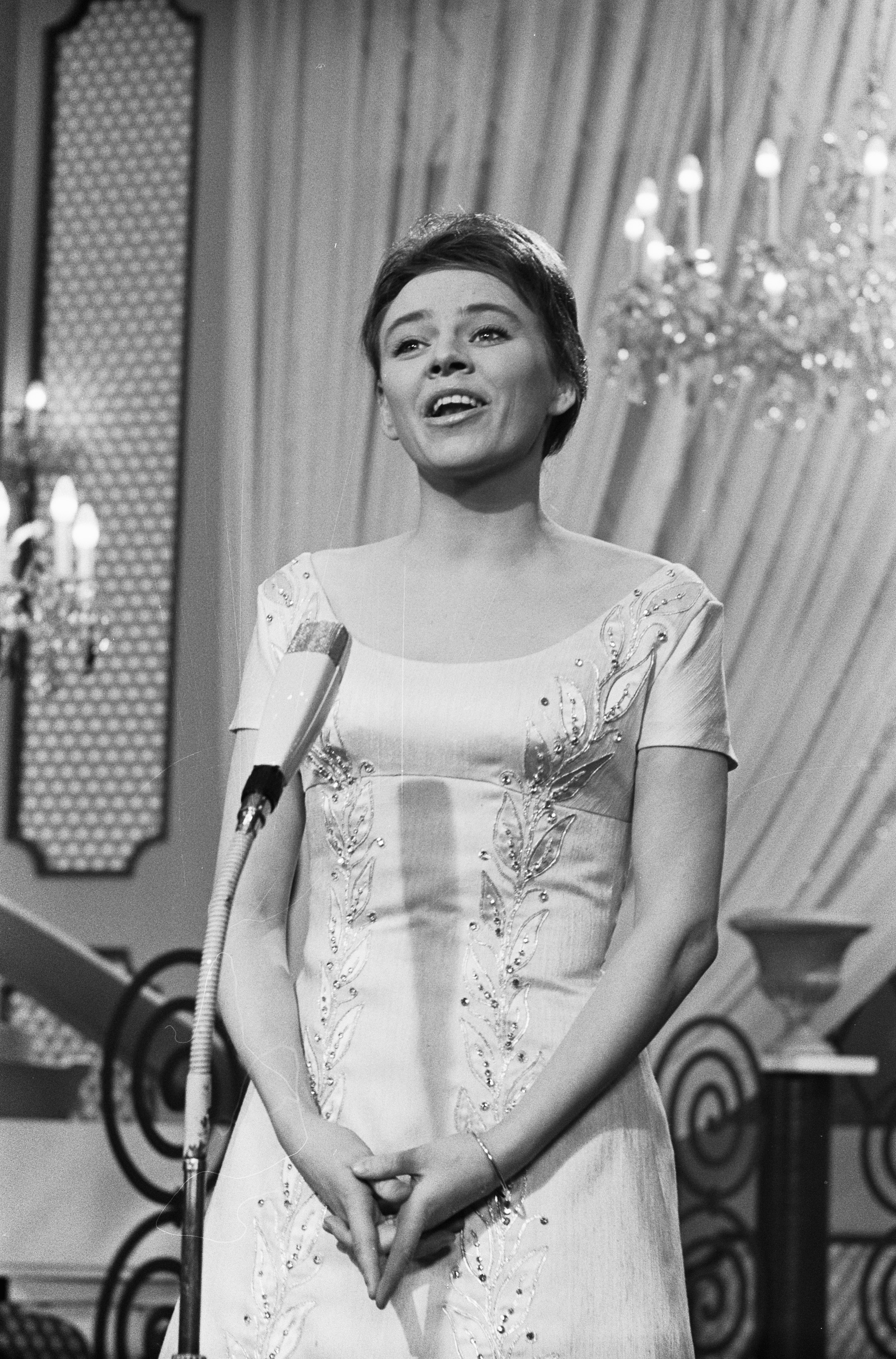
Ellen Winther
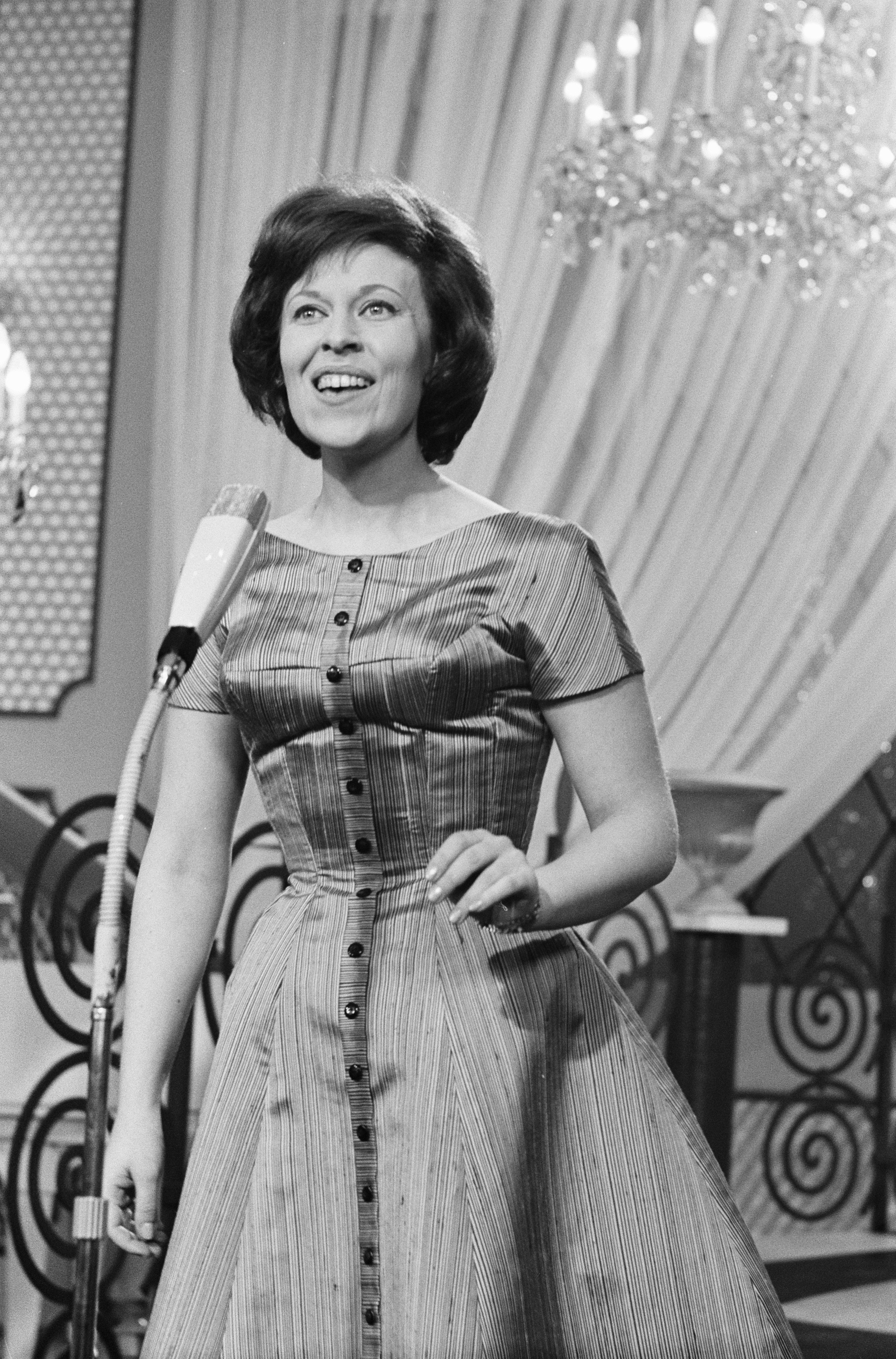
Inger Berggren
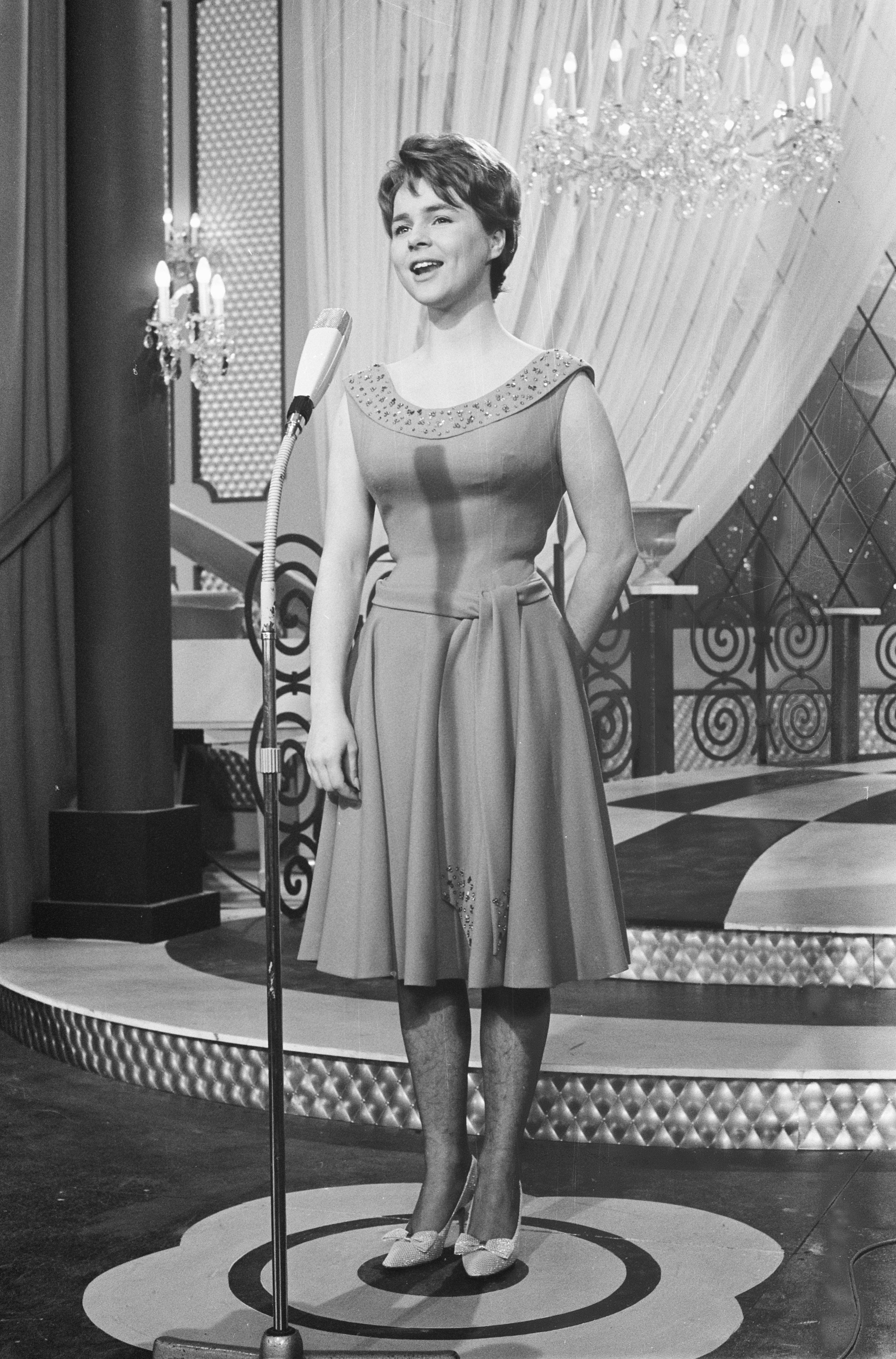
Conny Froboess
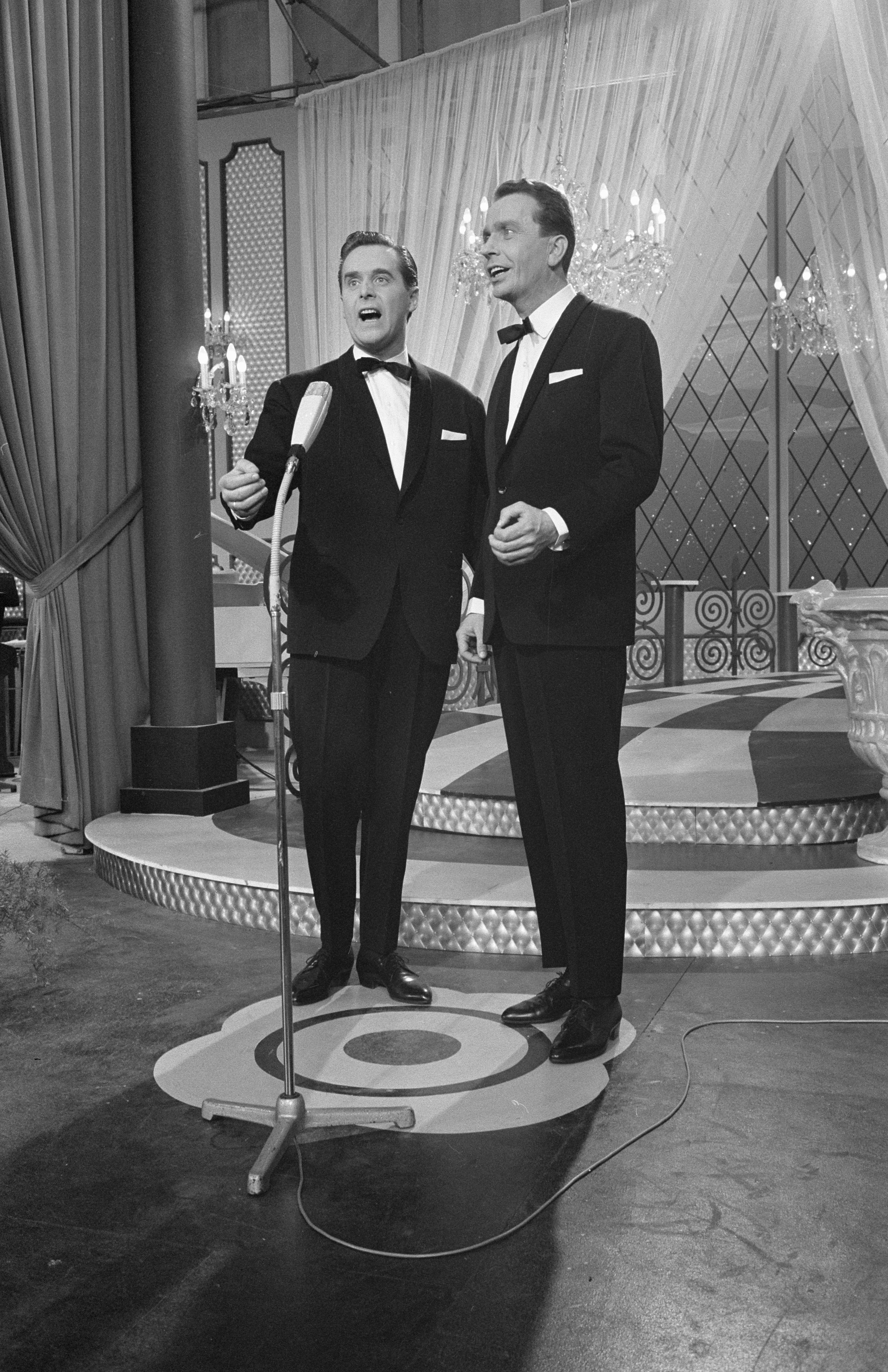
De Spelbrekers
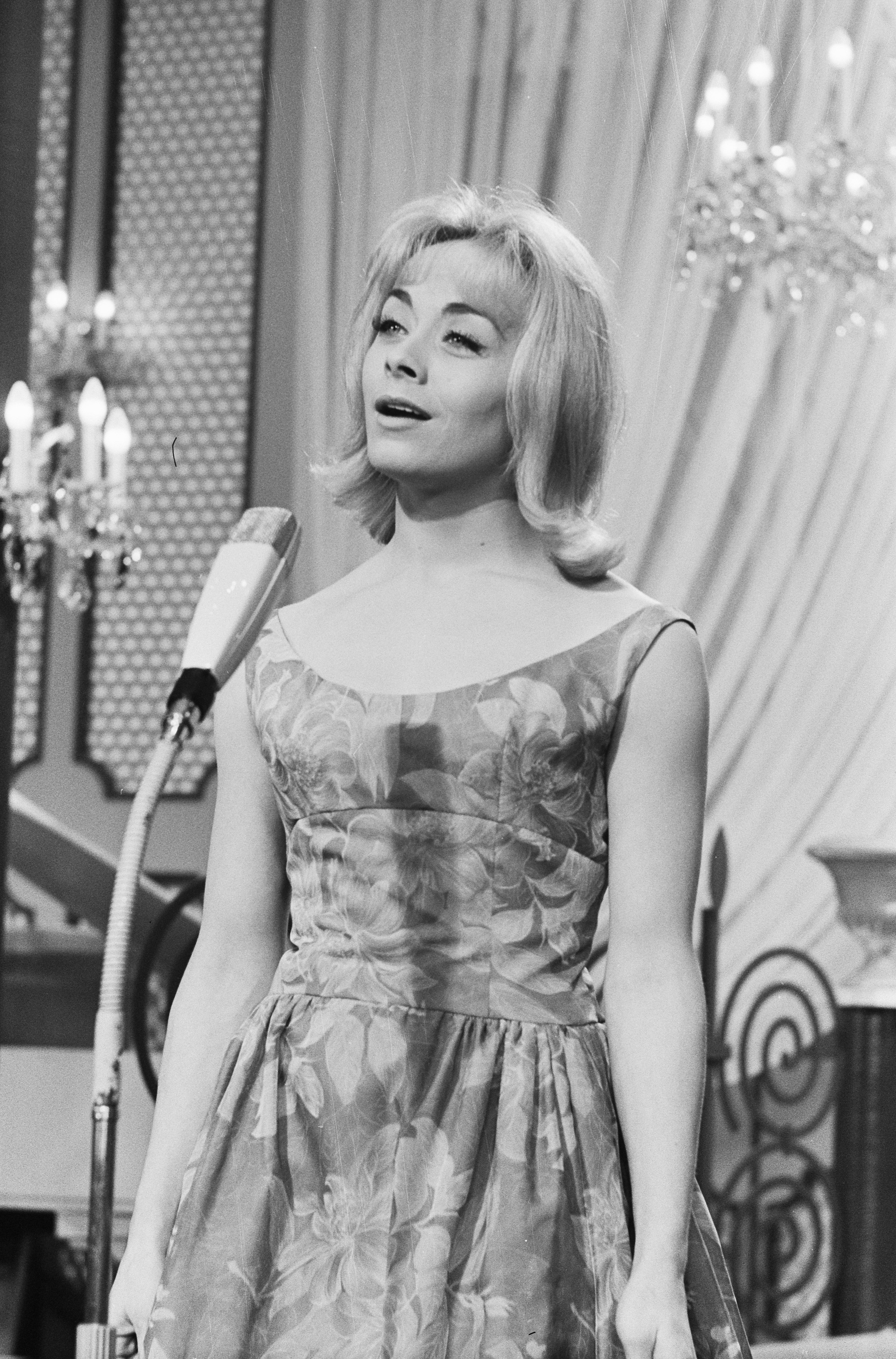
Isabelle Aubret
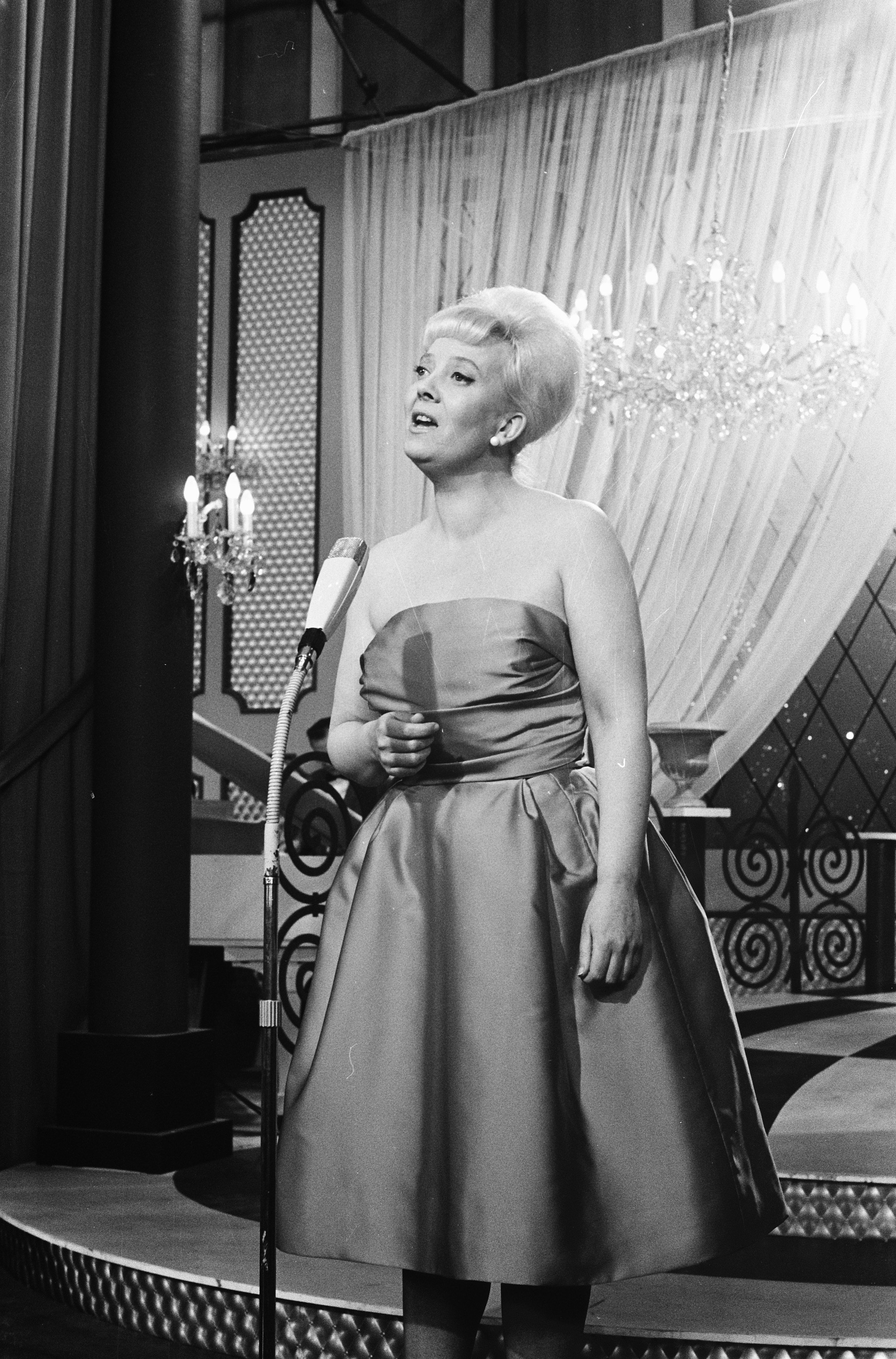
Inger Jacobsen
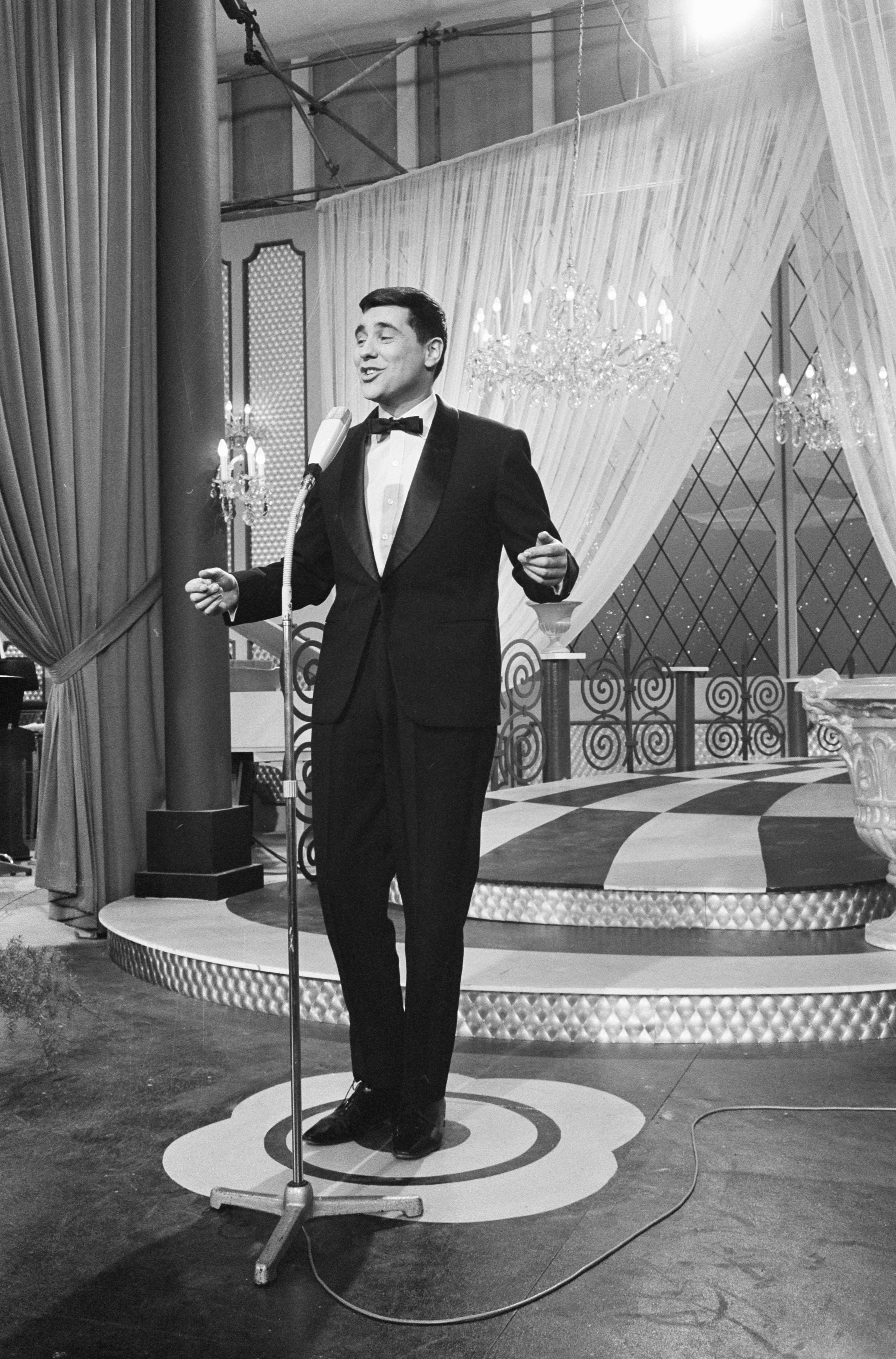
Jean Philippe
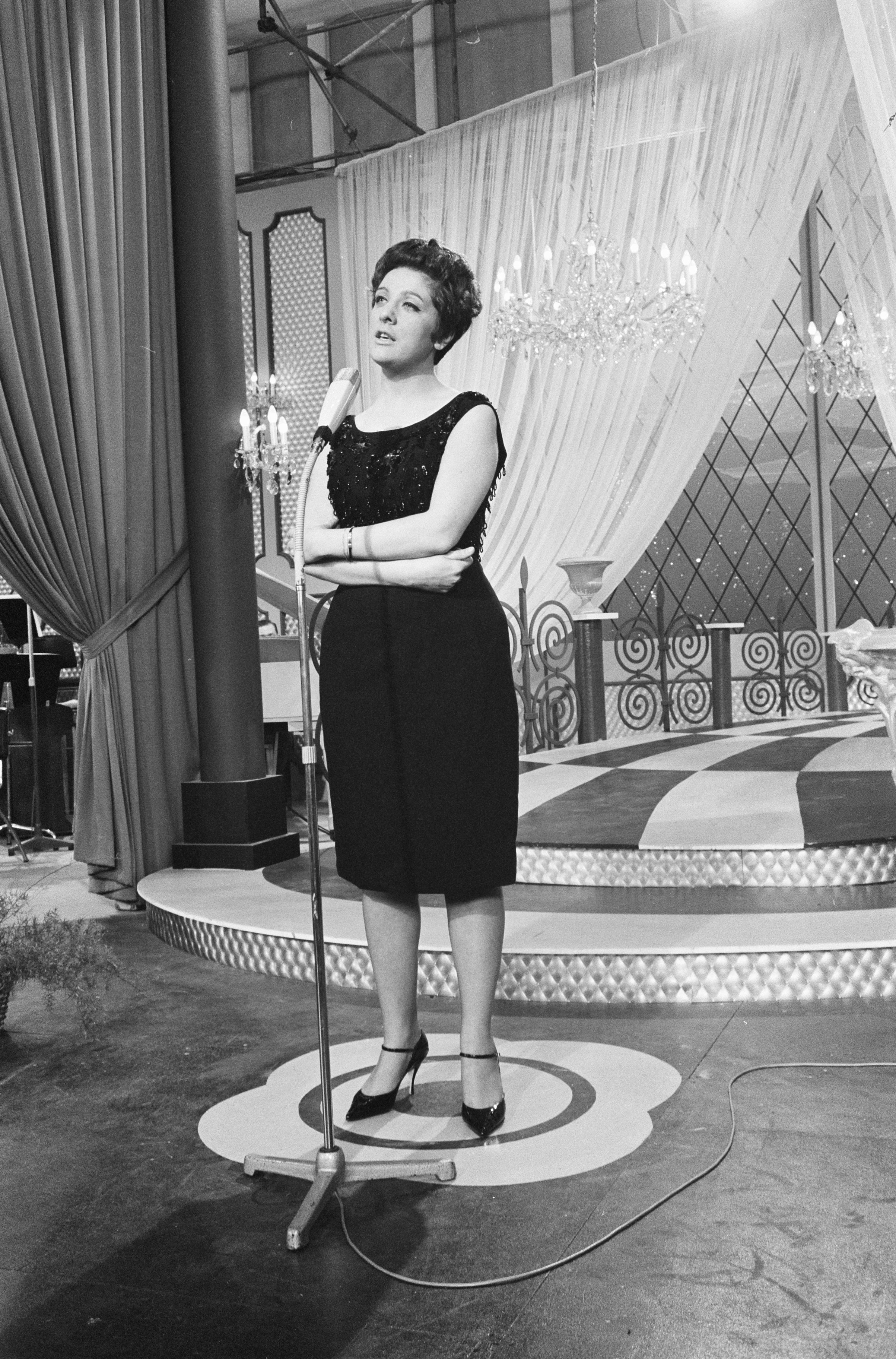
Lola Novaković
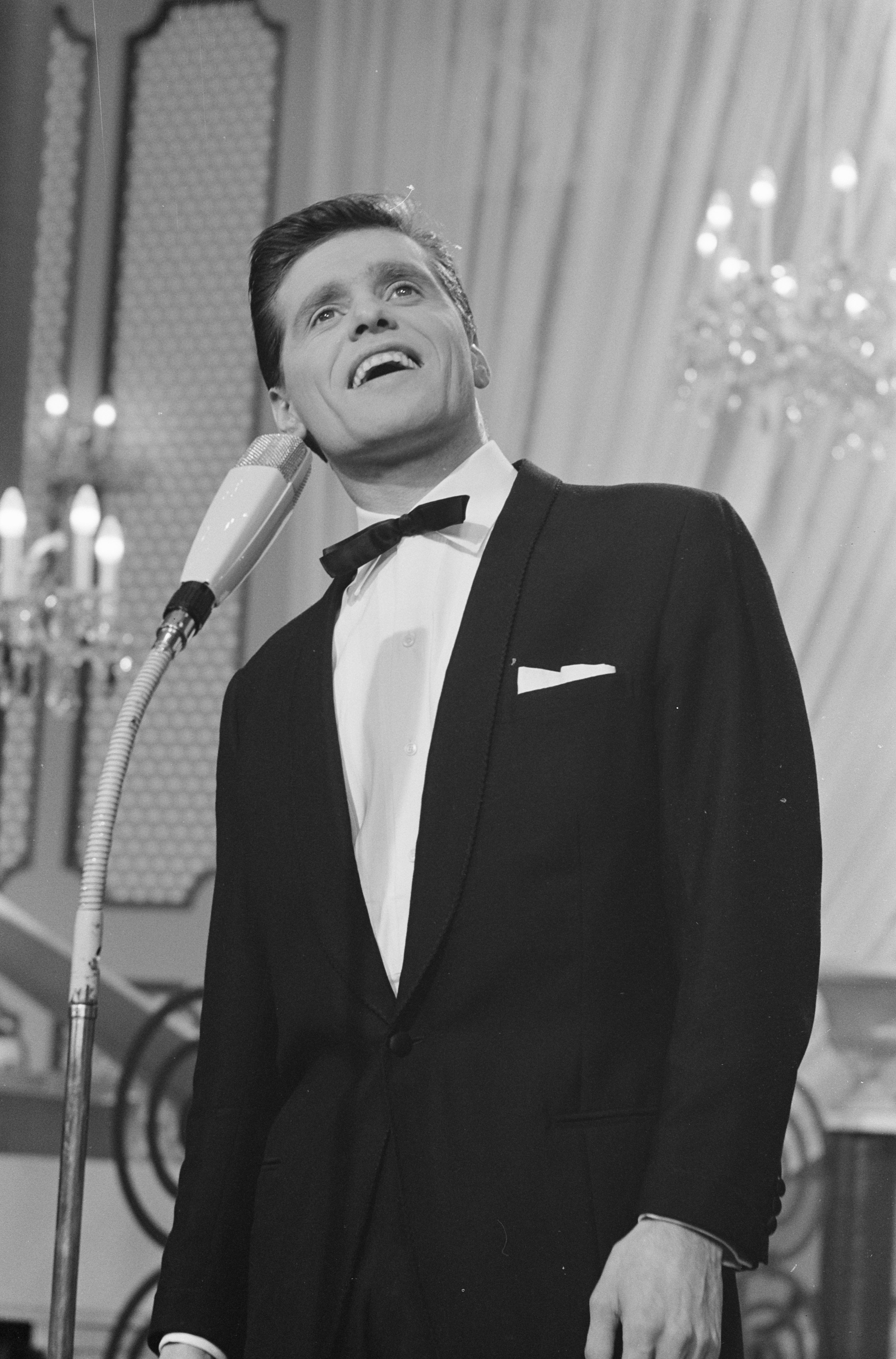
Ronnie Carroll
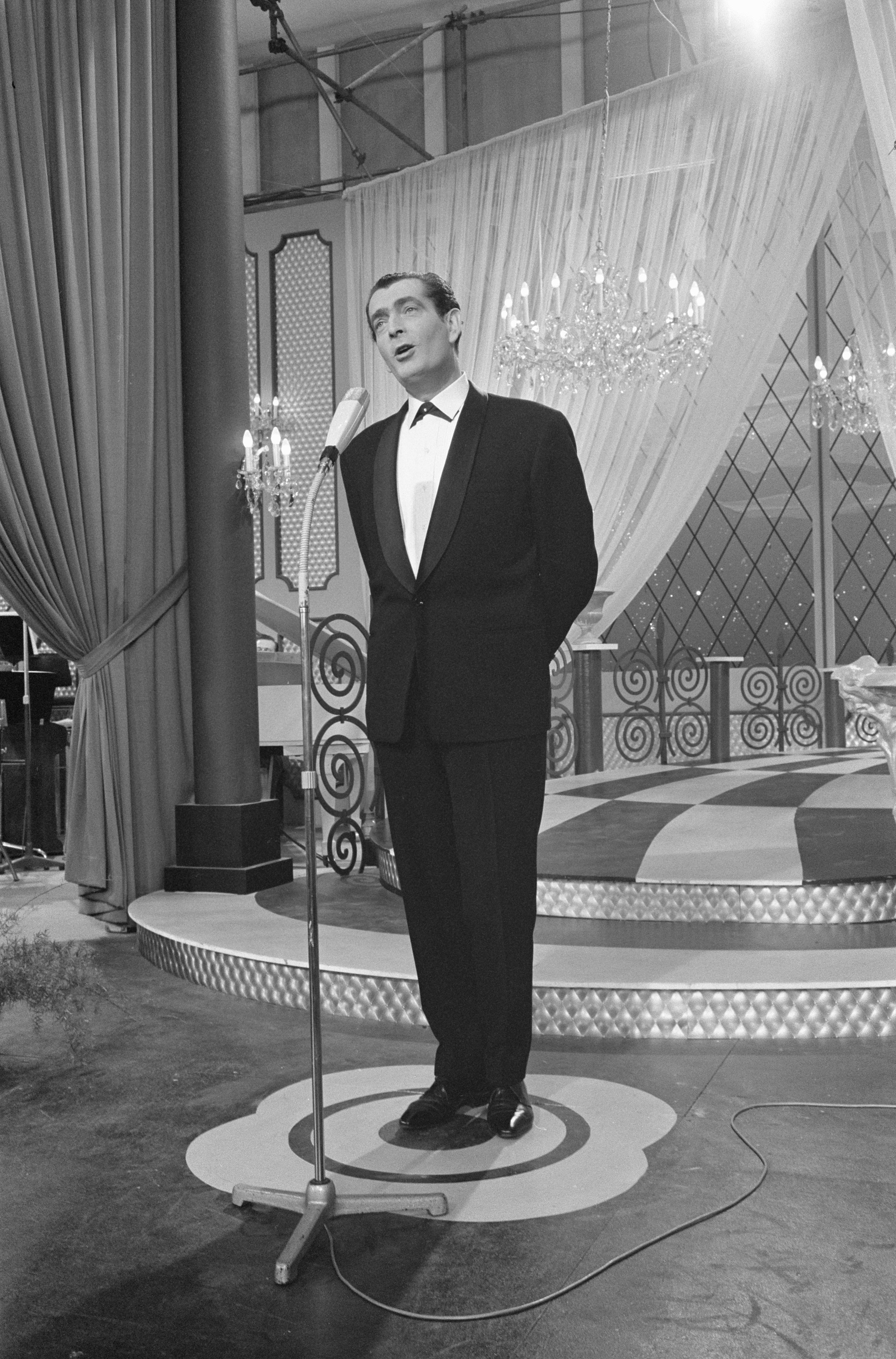
Camillo Felgen
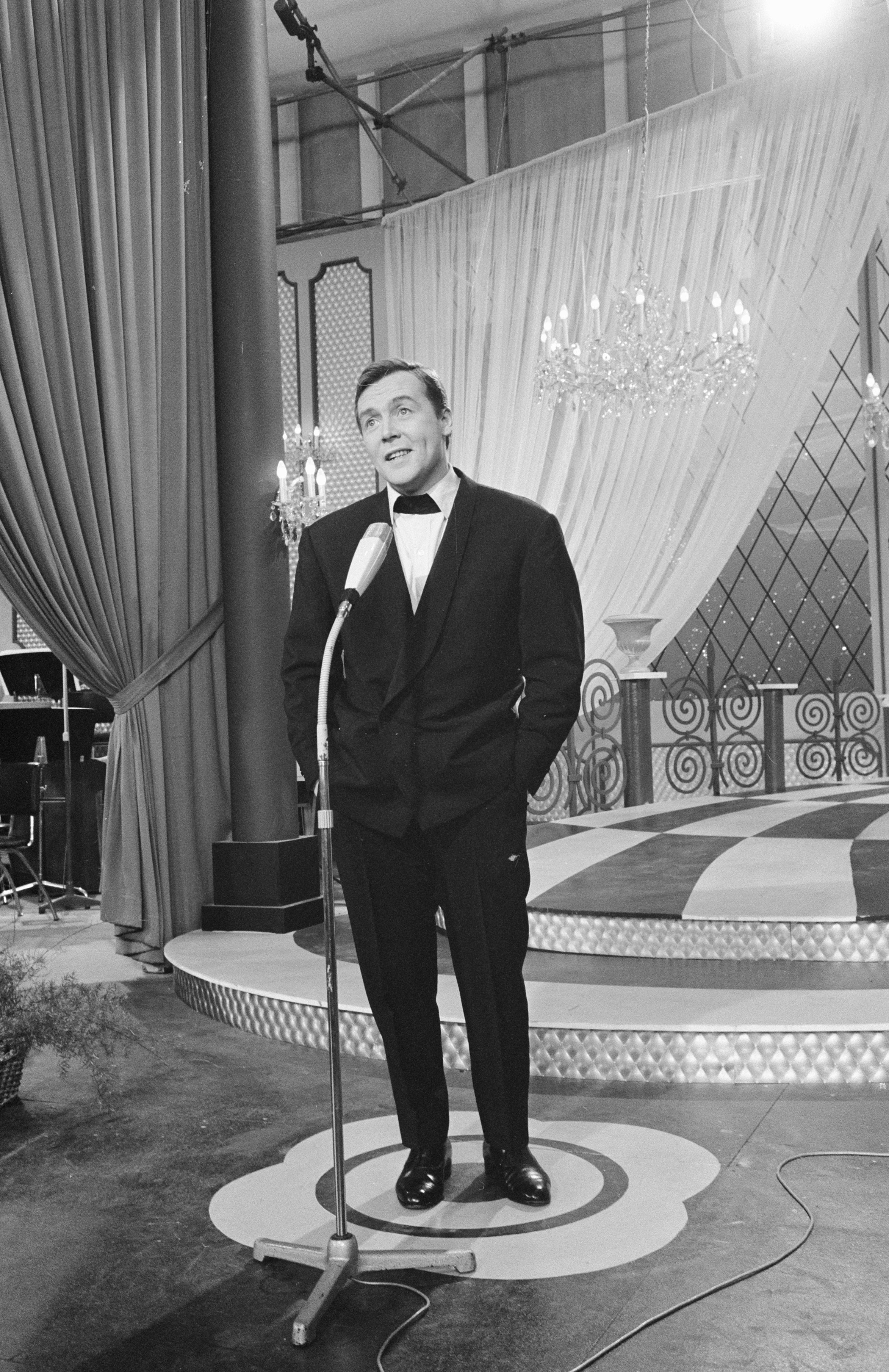
François Deguelt
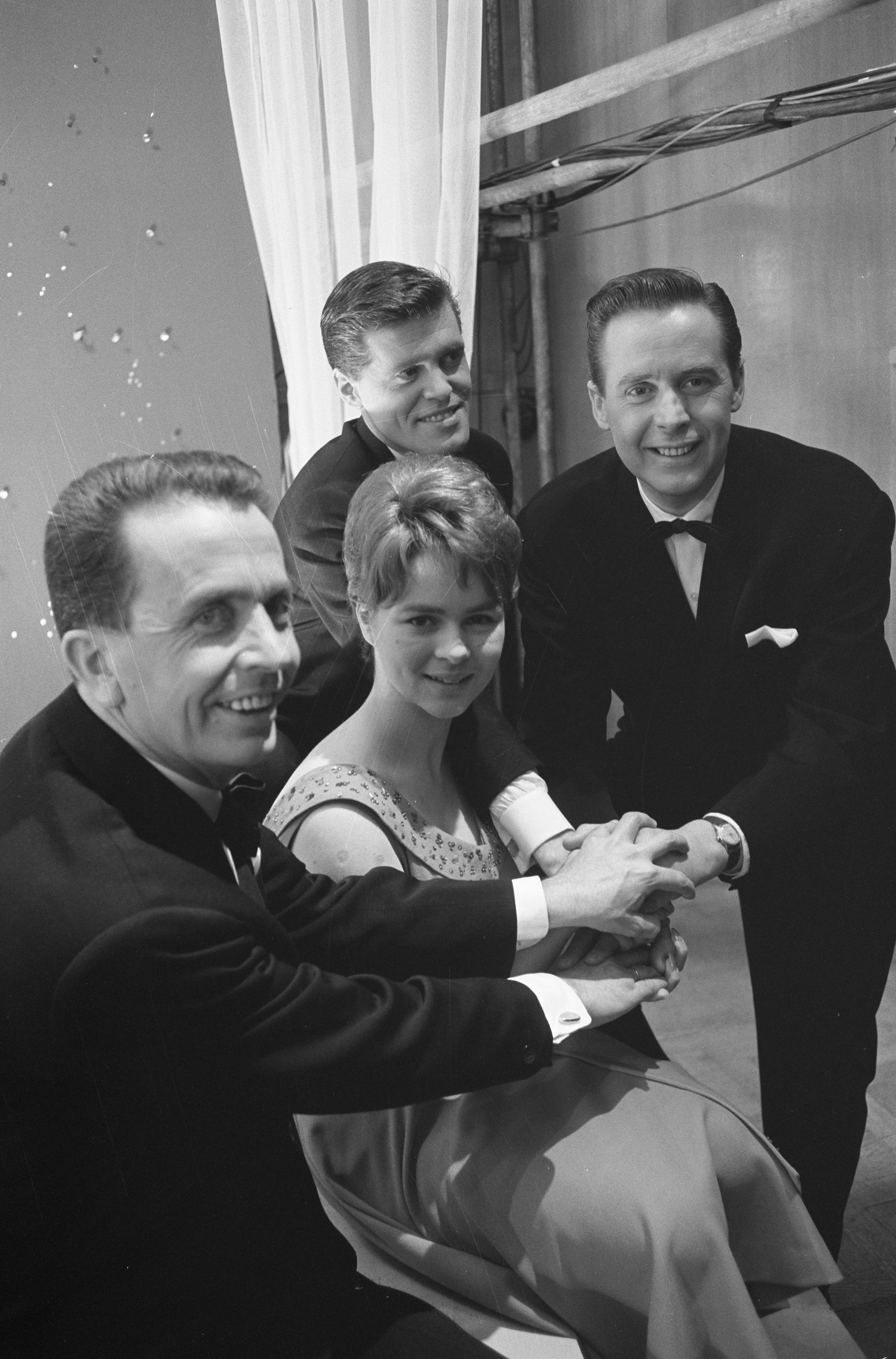
Ronnie Carroll, De Spelbrekers e Conny Froboess
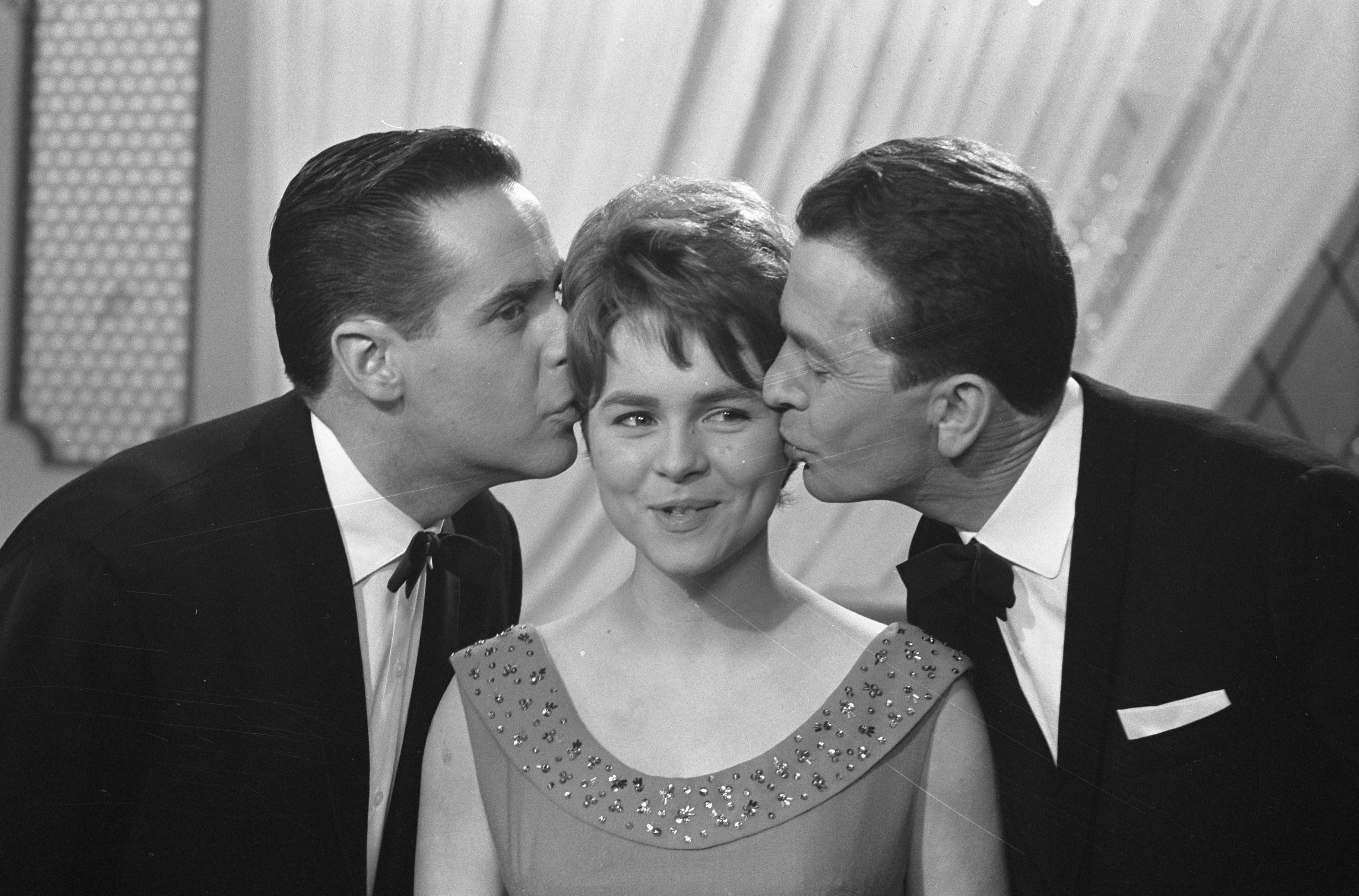
Conny Froboess e De Spelbrekers

### Resultados
A ordem de votação, foi ao contrário da ordem de actuação dos países no festival. Sendo assim, a ordem de votação no Festival Eurovisão da Canção 1962, foi a seguinte:

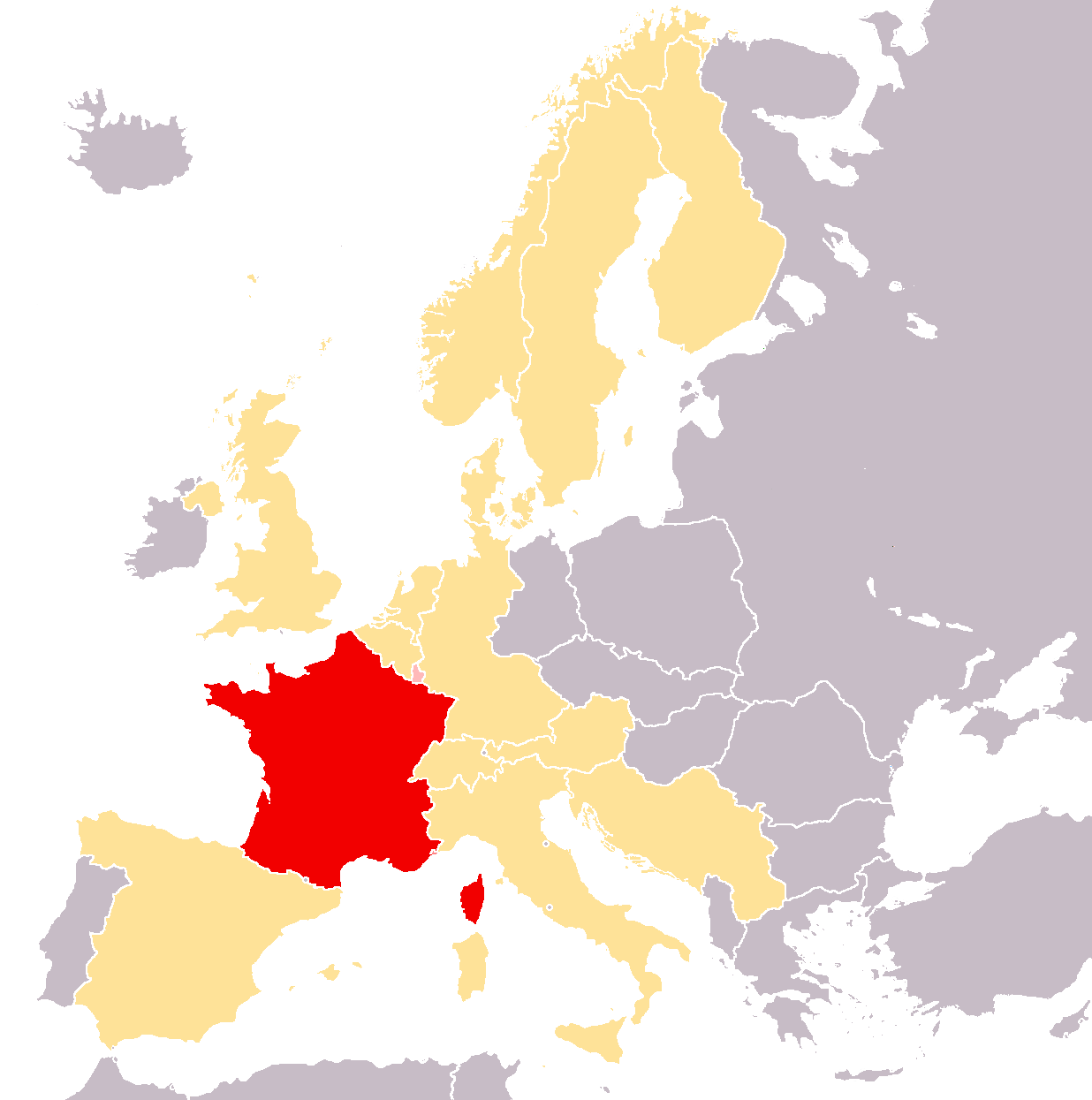
Vencedor
2º classificado
3º classificado

| Países Votantes | Países Pontuados | Países Pontuados | Países Pontuados | Países Pontuados | Países Pontuados | Países Pontuados | Países Pontuados | Países Pontuados | Países Pontuados | Países Pontuados | Países Pontuados | Países Pontuados                              | Países Pontuados | Países Pontuados | Países Pontuados | Países Pontuados |
| --------------- | ---------------- | ---------------- | ---------------- | ---------------- | ---------------- | ---------------- | ---------------- | ---------------- | ---------------- | ---------------- | ---------------- | --------------------------------------------- | ---------------- | ---------------- | ---------------- | ---------------- |
| Países Votantes | Finlândia        | Bélgica          | Espanha          | Áustria          | Dinamarca        | Suécia           | Alemanha         | Países Baixos    | França           | Noruega          | Suíça            | República Socialista Federativa da Iugoslávia | Reino Unido      | Luxemburgo       | Itália           | Mónaco           |
| Mónaco          |                  |                  |                  |                  |                  |                  | 2                |                  | 1                |                  |                  |                                               |                  | 3                |                  |                  |
| Itália          |                  |                  |                  |                  | 1                |                  |                  |                  | 2                |                  |                  | 3                                             |                  |                  |                  |                  |
| Luxemburgo      |                  |                  |                  |                  |                  |                  |                  |                  | 1                |                  |                  |                                               |                  |                  | 2                | 3                |
| Reino Unido     | 3                |                  |                  |                  |                  |                  | 2                |                  | 1                |                  |                  |                                               |                  |                  |                  |                  |
| Iugoslávia      |                  |                  |                  |                  |                  |                  |                  |                  | 3                |                  |                  |                                               | 2                |                  | 1                |                  |
| Suíça           |                  |                  |                  |                  |                  |                  |                  |                  | 3                |                  |                  |                                               | 2                | 1                |                  |                  |
| Noruega         | 1                |                  |                  |                  |                  |                  |                  |                  | 3                |                  |                  |                                               |                  |                  |                  | 2                |
| França          |                  |                  |                  |                  |                  |                  |                  |                  |                  | 2                |                  | 3                                             |                  |                  |                  | 1                |
| Países Baixos   |                  |                  |                  |                  |                  | 1                | 2                |                  |                  |                  |                  |                                               |                  |                  |                  | 3                |
| Alemanha        |                  |                  |                  |                  |                  |                  |                  |                  | 3                |                  | 2                |                                               |                  |                  |                  | 1                |
| Suécia          |                  |                  |                  |                  | 1                |                  |                  |                  | 3                |                  |                  | 2                                             |                  |                  |                  |                  |
| Dinamarca       |                  |                  |                  |                  |                  | 3                | 1                |                  |                  |                  |                  |                                               | 2                |                  |                  |                  |
| Áustria         |                  |                  |                  |                  |                  |                  |                  |                  | 2                |                  |                  |                                               |                  | 1                |                  | 3                |
| Estado espanhol |                  |                  |                  |                  |                  |                  |                  |                  | 2                |                  |                  |                                               | 1                | 3                |                  |                  |
| Bélgica         |                  |                  |                  |                  |                  |                  |                  |                  | 2                |                  |                  | 1                                             |                  | 3                |                  |                  |
| Finlândia       |                  |                  |                  |                  |                  |                  | 2                |                  |                  |                  |                  | 1                                             | 3                |                  |                  |                  |
| Total           | 4                | 0                | 0                | 0                | 2                | 4                | 9                | 0                | 26               | 2                | 2                | 10                                            | 10               | 11               | 3                | 13               |
| Lugar           | 7º               | 13º              | 13º              | 13º              | 10º              | 7º               | 6º               | 13º              | 1º               | 10º              | 10º              | 4º                                            | 4º               | 3º               | 9º               | 2º               |
| Países Votantes | Finlândia        | Bélgica          | Espanha          | Áustria          | Dinamarca        | Suécia           | Alemanha         | Países Baixos    | França           | Noruega          | Suíça            | República Socialista Federativa da Iugoslávia | Reino Unido      | Luxemburgo       | Itália           | Mónaco           |
| Países Votantes | Países Pontuados |                  |                  |                  |                  |                  |                  |                  |                  |                  |                  |                                               |                  |                  |                  |                  |

| Países Votantes | Países Pontuados | Países Pontuados | Países Pontuados | Países Pontuados | Países Pontuados | Países Pontuados | Países Pontuados | Países Pontuados | Países Pontuados | Países Pontuados | Países Pontuados | Países Pontuados                              | Países Pontuados | Países Pontuados | Países Pontuados | Países Pontuados |
| --------------- | ---------------- | ---------------- | ---------------- | ---------------- | ---------------- | ---------------- | ---------------- | ---------------- | ---------------- | ---------------- | ---------------- | --------------------------------------------- | ---------------- | ---------------- | ---------------- | ---------------- |
| Países Votantes | Finlândia        | Bélgica          | Espanha          | Áustria          | Dinamarca        | Suécia           | Alemanha         | Países Baixos    | França           | Noruega          | Suíça            | República Socialista Federativa da Iugoslávia | Reino Unido      | Luxemburgo       | Itália           | Mónaco           |
| Mónaco          | 0                | 0                | 0                | 0                | 0                | 0                | 2                | 0                | 1                | 0                | 0                | 0                                             | 0                | 3                | 0                | 0                |
| Itália          | 0                | 0                | 0                | 0                | 1                | 0                | 2                | 0                | 3                | 0                | 0                | 3                                             | 0                | 3                | 0                | 0                |
| Luxemburgo      | 0                | 0                | 0                | 0                | 1                | 0                | 2                | 0                | 4                | 0                | 0                | 3                                             | 0                | 3                | 2                | 3                |
| Reino Unido     | 3                | 0                | 0                | 0                | 1                | 0                | 4                | 0                | 5                | 0                | 0                | 3                                             | 0                | 3                | 2                | 3                |
| Iugoslávia      | 3                | 0                | 0                | 0                | 1                | 0                | 4                | 0                | 8                | 0                | 0                | 3                                             | 2                | 3                | 3                | 3                |
| Suíça           | 3                | 0                | 0                | 0                | 1                | 0                | 4                | 0                | 11               | 0                | 0                | 3                                             | 4                | 4                | 3                | 3                |
| Noruega         | 4                | 0                | 0                | 0                | 1                | 0                | 4                | 0                | 14               | 0                | 0                | 3                                             | 4                | 5                | 3                | 5                |
| França          | 4                | 0                | 0                | 0                | 1                | 0                | 4                | 0                | 14               | 2                | 0                | 6                                             | 4                | 5                | 3                | 6                |
| Países Baixos   | 4                | 0                | 0                | 0                | 1                | 1                | 6                | 0                | 14               | 2                | 0                | 6                                             | 4                | 5                | 3                | 9                |
| Alemanha        | 4                | 0                | 0                | 0                | 1                | 1                | 6                | 0                | 17               | 2                | 2                | 6                                             | 4                | 5                | 3                | 10               |
| Suécia          | 4                | 0                | 0                | 0                | 2                | 1                | 6                | 0                | 20               | 2                | 2                | 8                                             | 4                | 5                | 3                | 10               |
| Dinamarca       | 4                | 0                | 0                | 0                | 2                | 4                | 7                | 0                | 20               | 2                | 2                | 8                                             | 6                | 5                | 3                | 10               |
| Áustria         | 4                | 0                | 0                | 0                | 2                | 4                | 7                | 0                | 22               | 2                | 2                | 8                                             | 6                | 5                | 3                | 13               |
| Estado espanhol | 4                | 0                | 0                | 0                | 2                | 4                | 7                | 0                | 24               | 2                | 2                | 8                                             | 7                | 8                | 3                | 13               |
| Bélgica         | 4                | 0                | 0                | 0                | 2                | 4                | 7                | 0                | 26               | 2                | 2                | 9                                             | 7                | 11               | 3                | 13               |
| Finlândia       | 4                | 0                | 0                | 0                | 2                | 4                | 9                | 0                | 26               | 2                | 2                | 10                                            | 10               | 11               | 3                | 13               |
| Lugar           | 7º               | 13º              | 13º              | 13º              | 10º              | 7º               | 6º               | 13º              | 1º               | 10º              | 10º              | 4º                                            | 4º               | 3º               | 9º               | 2º               |
| Países Votantes | Finlândia        | Bélgica          | Espanha          | Áustria          | Dinamarca        | Suécia           | Alemanha         | Países Baixos    | França           | Noruega          | Suíça            | República Socialista Federativa da Iugoslávia | Reino Unido      | Luxemburgo       | Itália           | Mónaco           |
| Países Votantes | Países Pontuados |                  |                  |                  |                  |                  |                  |                  |                  |                  |                  |                                               |                  |                  |                  |                  |

#### 5 pontos
Os países que receberam 5 pontos foram os seguintes:
| # | Países Pontuados | Países Votantes                              |
| - | ---------------- | -------------------------------------------- |
| 5 | França           | Alemanha, Jugoslávia, Noruega, Suécia, Suíça |
| 3 | Luxemburgo       | Bélgica, Espanha, Mónaco                     |
| 3 | Mónaco           | Áustria, Luxemburgo, Países Baixos           |
| 2 | Iugoslávia       | França, Itália                               |
| 1 | Finlândia        | Reino Unido                                  |
| 1 | Reino Unido      | Finlândia                                    |
| 1 | Suécia           | Dinamarca                                    |

### Maestros
| País              | Maestro             |
| ----------------- | ------------------- |
| Finlândia         | George de Godzinsky |
| Bélgica           | Henri Segers        |
| Estado espanhol   | Jean Roderès        |
| Áustria           | Bruno Uher          |
| Dinamarca         | Kai Mortensen       |
| Suécia            | William Lind        |
| Alemanha          | Rolf-Hans Müller    |
| Países Baixos     | Dolf van der Linden |
| França            | Franck Pourcel      |
| Noruega           | Øivind Bergh        |
| Suíça             | Cedric Dumont       |
| Iugoslávia        | Joze Privzek        |
| Reino Unido       | Wally Stott         |
| Luxemburgo        | Jean Roderès        |
| Itália            | Cinico Angelini     |
| Mónaco            | Raymond Lefèvre     |
| Maestro anfitrião | Jean Roderès        |

## Artistas Repetentes
Em 1962, os repetentes foram:
| País (1962) | Foto     | Artista          | Ano Anterior | País Representado    | Canção                            | Tradução                     | Pontuação | Classificação |
| ----------- | -------- | ---------------- | ------------ | -------------------- | --------------------------------- | ---------------------------- | --------- | ------------- |
| Bélgica     |          | Fud Leclerc      | ESC 1956     | Bélgica              | "Messieurs les Noyés de la Seine" | Os Senhores Afogados do Sena | -         | 2º            |
| Bélgica     | ESC 1958 | Fud Leclerc      | Bélgica      | "Ma petite chatte"   | Meu Pequeno Doce                  | 8                            | 5º        |               |
| Bélgica     | ESC 1960 | Fud Leclerc      | Bélgica      | "Mon amour pour toi" | O Meu Amor Para Ti                | 9                            | 6º        |               |
| Suíça       |          | Jean Philippe    | ESC 1959     | França               | "Oui, oui, oui, oui"              | Sim, Sim, Sim, Sim           | 15        | 3º            |
| Luxemburgo  |          | Camillo Felgen   | ESC 1960     | Luxemburgo           | "So laang we's du do bast"        | Tão longe que tu estás       | 1         | 13º           |
| Mónaco      |          | François Deguelt | ESC 1960     | Mónaco               | "Ce soir-là"                      | Aquela noite                 | 15        | 3º            |

## Transmissão
Os canais de televisão responsáveis pela difussão do concurso quer via televisão, quer via rádio foram as seguintes cadeias televisivas:
| - NDR - ORF - VRT - DR | - TVE - YLE - RTBF - NTS | - RAI - JRT - RTL - TMC | - NRK - BBC - SR - SRG SSR |